# 北區 (新潟市)
北區（日语：／ Kita ku */?）為新潟縣新潟市的行政区之一。于2007年4月1日新潟市成為政令指定都市時設立。范圍為新潟市北部地区（松濱地区、濁川地区、南濱地区）、旧豐榮市、十二潟内側的地區。区公所為舊豐榮支所。面積107.85平方公里，總人口77,929人，位于新潟市八區中第四位。

## 外部連結
- 新潟市* （页面存档备份，存于）